# 网络层
网络层（Network Layer）是OSI模型中的第三層（TCP/IP模型中的网际层），提供路由和尋址的功能，使兩終端系統能夠互連且決定最佳路徑，並具有一定的擁塞控制和流量控制的能力。相當於傳送郵件時需要地址一般重要。由于TCP/IP協議體系中的網路層功能由IP協議規定和實現，故又稱IP層。

## 功能

### 寻址
对网络层而言使用IP地址来唯一标识互联网上的各個定址，网络层依靠IP地址进行相互通信（类似于MAC地址），详细的编址方案参见IPv4和IPv6。

### 路由
在同一个网络中的内部通信并不需要网络层设备，仅仅靠数据链路层就可以完成相互通信，对于不同的网络之间相互通信则必须借助路由器等三层设备。

## 虚电路和数据报网络
在传输层每个应用可以被提供两个服务：无连接的UDP和有链接的TCP，在网络层也能为主机之间提供无连接和有链接的服务。

### 特点
- 在网络层中这些服务（无论是有链接还是无连接）都是提供主机到主机的服务，在传输层中提供的则是提供应用层进程之间的服务。
- 在至今为止的所有的主要计算机网络结构体系中（因特网、ATM、帧中继等），网络層提供了主机到主机无连接或者有连接服务，而不同时提供两种服务。仅提供无连接的的网络称为数据报网络(Datagram Network)，仅提供有连接的网络称为虚电路网络（Virtual-Circuit，VC）。

## 网络层协议
- IP （V4、V6）
- IPX
- X.25
- RARP
- ICMP（V4、V6）
- IGMP
- IPsec
- RIP
- OSPF

## 具有网络层功能的设备
- 路由器
- 三层交换机（英语：Layer 3 switch）

## 参看
- OSI模型
- IP
- ICMP